# Ривалго (Белуно)
Ривалго (итал. Rivalgo) је насеље у Италији у округу Белуно, региону Венето.
Према процени из 2011. у насељу је живело 33 становника. Насеље се налази на надморској висини од 502 м.